# Khom Ratanakmony
Khom Ratanakmony (ur. 3 listopada 1982) – kambodżański judoka. Olimpijczyk z Londynu 2012, gdzie zajął siedemnaste miejsce w wadze ekstralekkiej.
Srebrny medalista igrzysk Azji Południowo-Wschodniej w 2011. Startował w Pucharze Świata w 2012 roku.

## Letnie Igrzyska Olimpijskie 2012
| Konkurencja | Eliminacje             | Klas. końcowa |
| Konkurencja | Przeciwnik I           | Miejsce       |
| ----------- | ---------------------- | ------------- |
| 60 kg       | Nabor Castillo (MEX) P | 17.           |